# Sint-Annakerk (Aldeneik)
De Sint-Annakerk, ook wel Munsterkerk genoemd, is een deels romaanse, deels gotische kerk in het Belgisch Limburgse Aldeneik, vlak bij Maaseik. Oorspronkelijk gebouwd als kloosterkerk, later kapittelkerk gewijd aan Onze Lieve Vrouw, was de kerk vanaf de 16e eeuw in gebruik als parochiekerk, gewijd aan Onze Lieve Vrouw en Sint Pieter. Vanaf de 18e eeuw nam de kerk het patrocinium aan van de Heilige Anna, de moeder van Maria.

## Geschiedenis
Volgens de overlevering stichtten de gezusters Harlindis en Relindis rond 730 het benedictinessenklooster Eike (ofwel klooster van Aldeneik) op het domein van hun vader Adelard, vlak bij de Maas en niet ver van de enkele jaren eerder gestichte abdij van Susteren.
De Noormannen verwoestten in de 9e eeuw het vrouwenklooster. De kerk werd in het derde kwart van de 9e eeuw heropgebouwd. Om te voorkomen dat de goederen van de abdij aan plaatselijke edelmannen zouden toevallen, schonk keizer Otto I het domein aan het prinsbisdom Luik. De prins-bisschop stichtte er omstreeks het midden van de 10e eeuw een kapittel van seculiere kanunniken. De nu nog deels bestaande romaanse kerk werd in de tweede helft van de 12e eeuw gebouwd als kapittelkerk. Ernaast verrees een kleinere parochiekerk, bedoeld voor het gewone volk. 
Het Onze-Lieve-Vrouwkapittel werd aan het begin van de Tachtigjarige Oorlog op last van de Luikse prins-bisschop verplaatst naar Maaseik. In 1571 trokken de kanunniken in plechtige processie, onder medeneming van de relieken, naar de Sint-Catharinakerk in Maaseik, die de nieuwe kapittelkerk werd. De oude kapittelkerk van Aldeneik werd verkleind en omgevormd tot parochiekerk. De oude parochiekerk van Aldeneik werd evenals de kloostergang en andere kapittelgebouwen afgebroken.
Het oudste, grotendeels originele deel van de voormalige kapittelkerk is het middenschip uit de 12e eeuw. Het polygonaal gotisch koor dateert uit de 13e of 14e eeuw. De zijbeuken werden waarschijnlijk rond 1850 door de Maaseiker architect Adolph Leemans opnieuw opgebouwd, nadat deze in de loop van de 16e of 17e eeuw waren afgebroken, waarschijnlijk omdat de kerk door haar functiewisseling te groot geworden was. Het westwerk en de toren werden in de 19de eeuw eveneens zeer ingrijpend gerestaureerd, waardoor het vrijwel onmogelijk is om na te gaan hoe deze er voorheen uitzagen.
In 2010 werd opnieuw een belangrijke restauratie voltooid, waarbij ook het kerkmeubilair werd vernieuwd.

## Beschrijving

### Exterieur
De Sint-Annakerk is een transeptloze driebeukige kerk in Maaslands-romaanse stijl, deels daterend uit de tweede helft van de 12e eeuw. Vooral het westwerk, hoewel grotendeels neoromaans, is indrukwekkend, met een dwerggalerij en een fraai ingangportaal. Het koor is gebouwd van Limburgse mergel in de stijl van de Maasgotiek. Bijzonder zijn de twee roosvensters aan weerszijden van het koor.

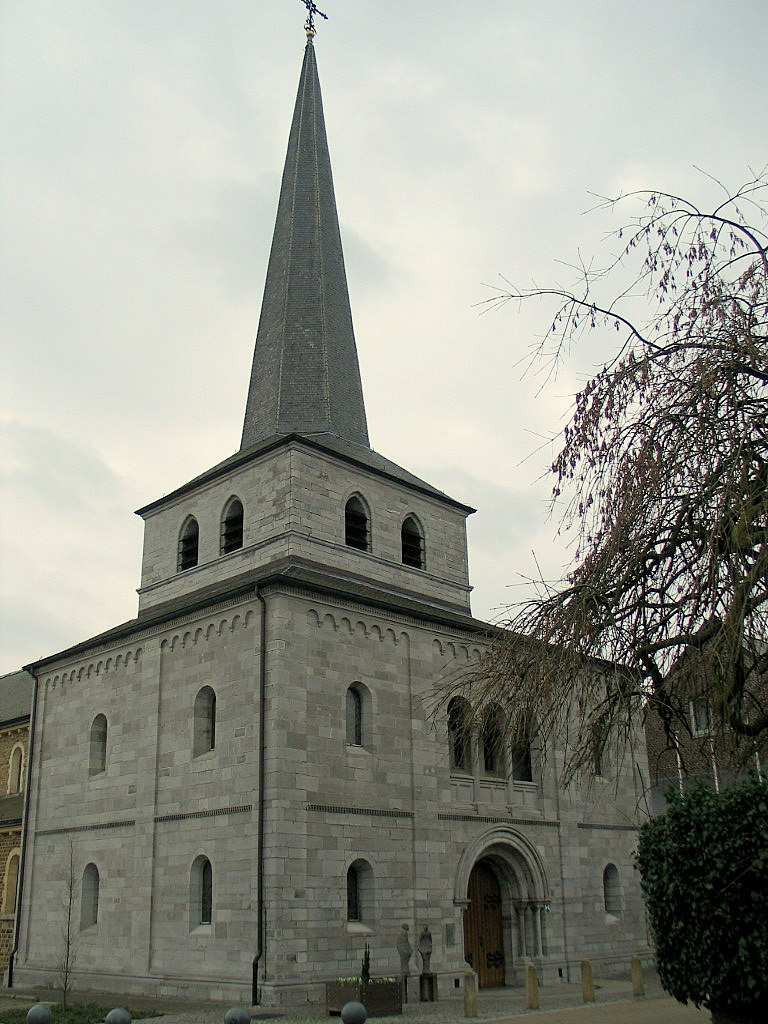
Westwerk en toren
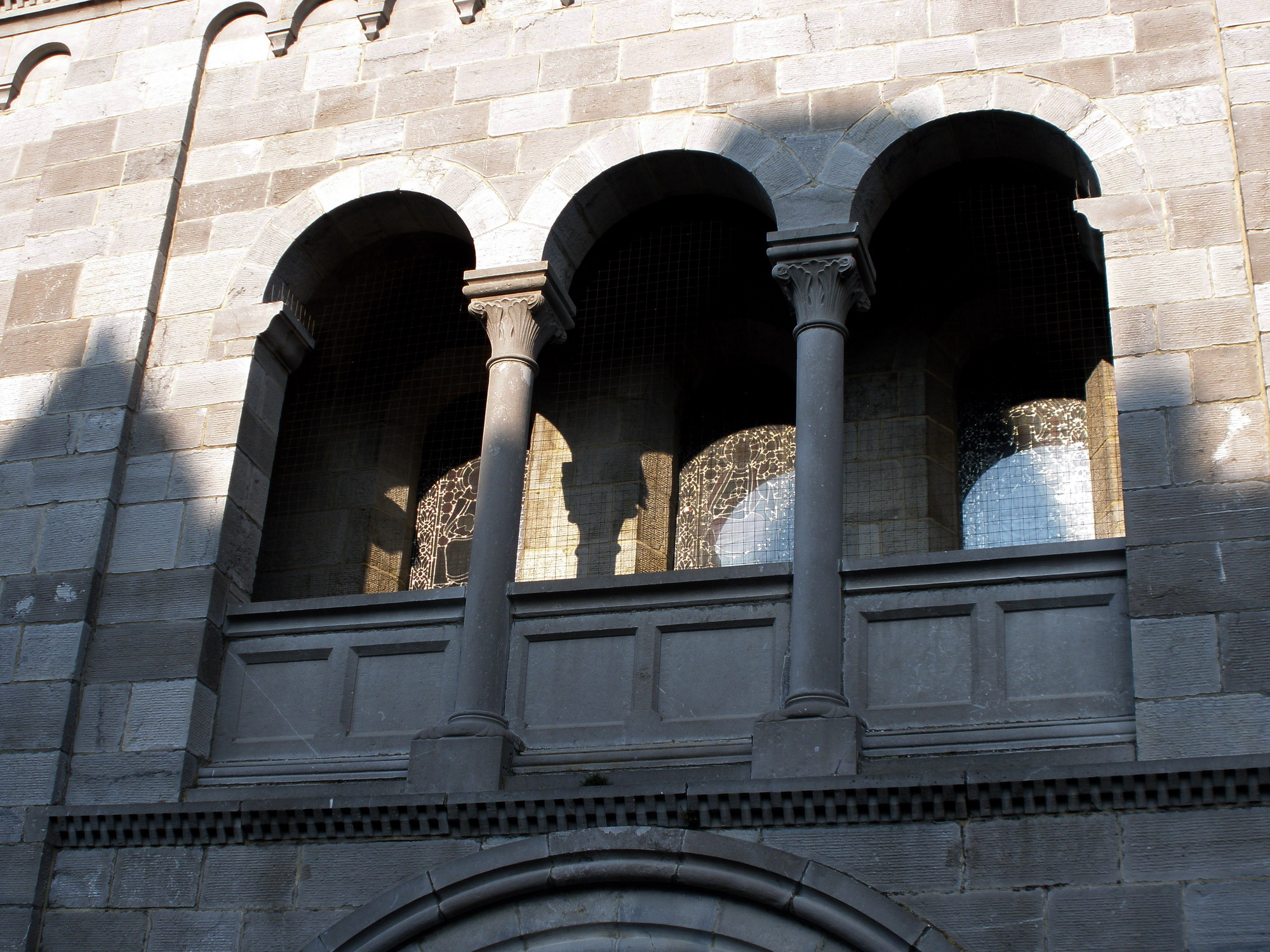
Westwerk met dwerggalerij
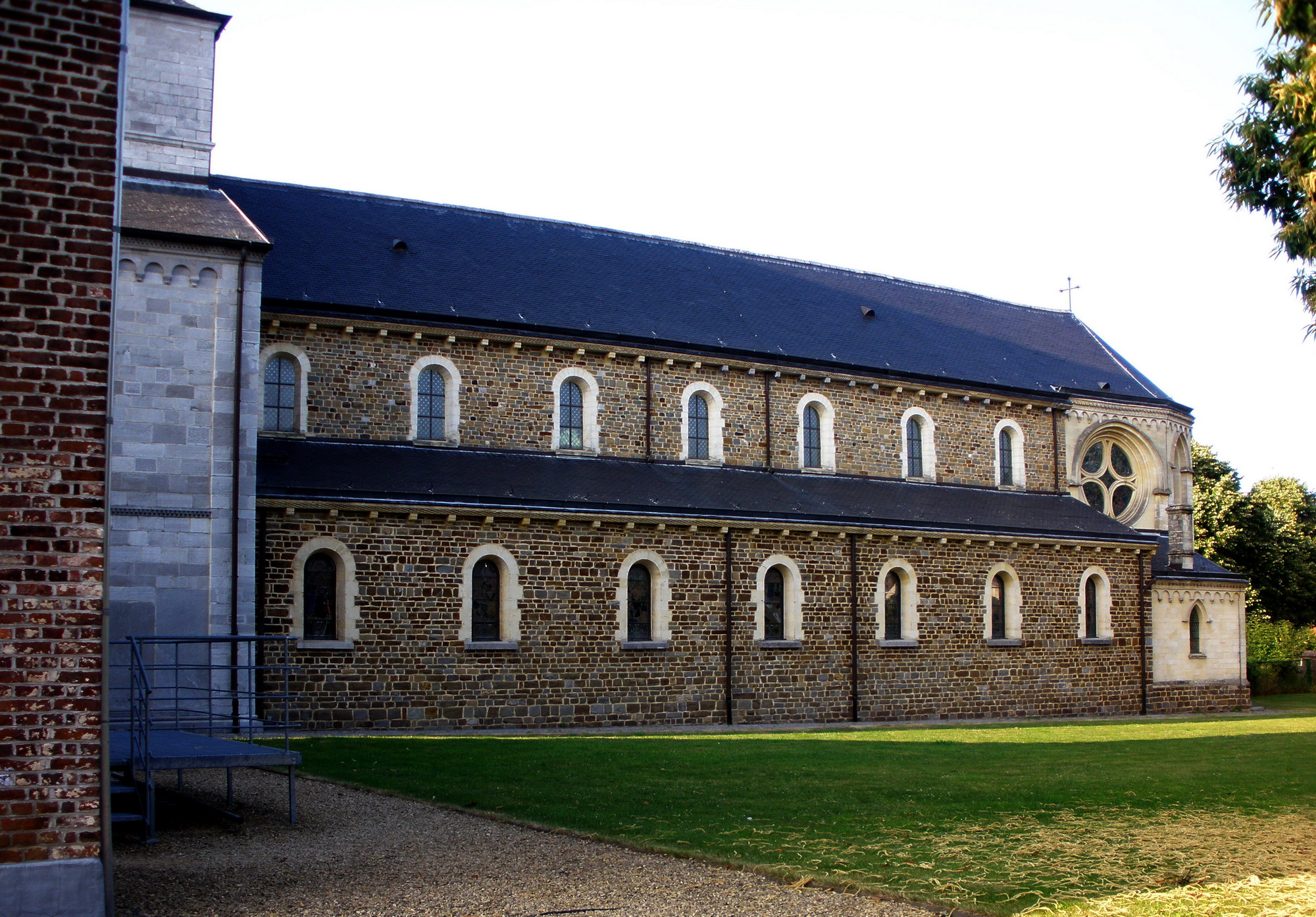
Kerk vanuit het noorden
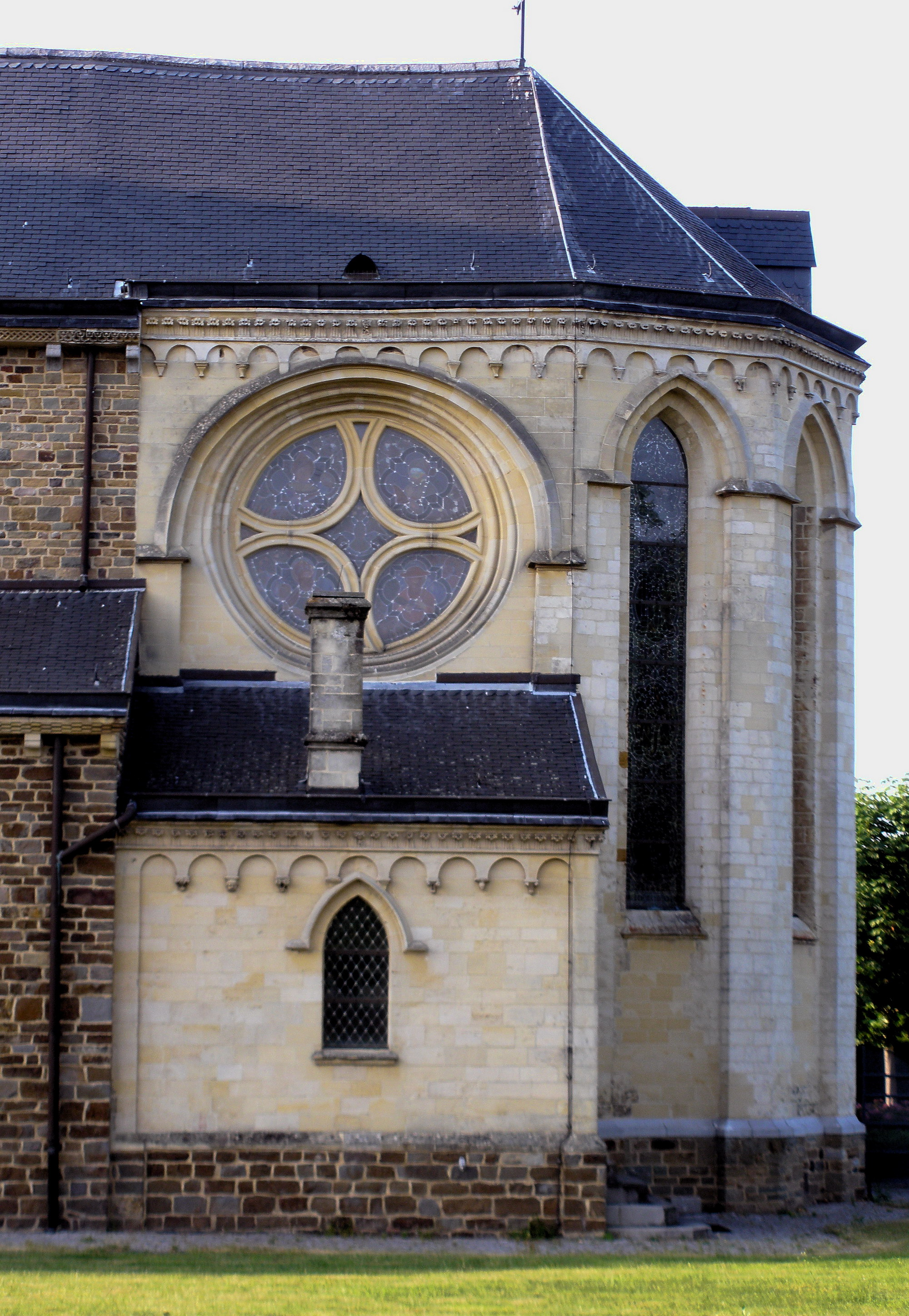
Koor met roosvenster

### Interieur
Het in de 19e eeuw zwaar gerestaureerde westwerk bestaat inwendig uit een rechthoekige ruimte begrensd door vier kruispijlers, die met elkaar verbonden zijn door gordelbogen. Deze dragen het kruisribgewelf. De westbouw was vroeger waarschijnlijk door gewelven in twee niveaus verdeeld, met op de verdieping een tribune die zich naar het kerkschip opende. Deze verdieping deed wellicht ook dienst als schatkamer en als ruimte om relieken te tonen (camera sancta). De toren bestaat uit twee verdiepingen, die met elkaar verbonden zijn door trappen die in de dikke muren zijn ingebouwd.
Het middenschip wordt gescheiden van de zijbeuken door tweemaal zeven zware pijlers, die tweemaal zeven arcaden dragen. Op de imposten daarvan zijn in de 13e eeuw schilderingen aangebracht. Deze eenvoudige muurschilderingen in rode oker behoren tot de oudste schilderingen in België. Boven deze schilderingen bevinden zich tweemaal zeven lichtbeukvensters. Het plafond van de middenbeuk is 19e-eeuws.
Een triomfboog scheidt het priesterkoor van het schip. Het koor wordt, behalve door de beide roosvensters, verlicht door vijf lancetvensters.

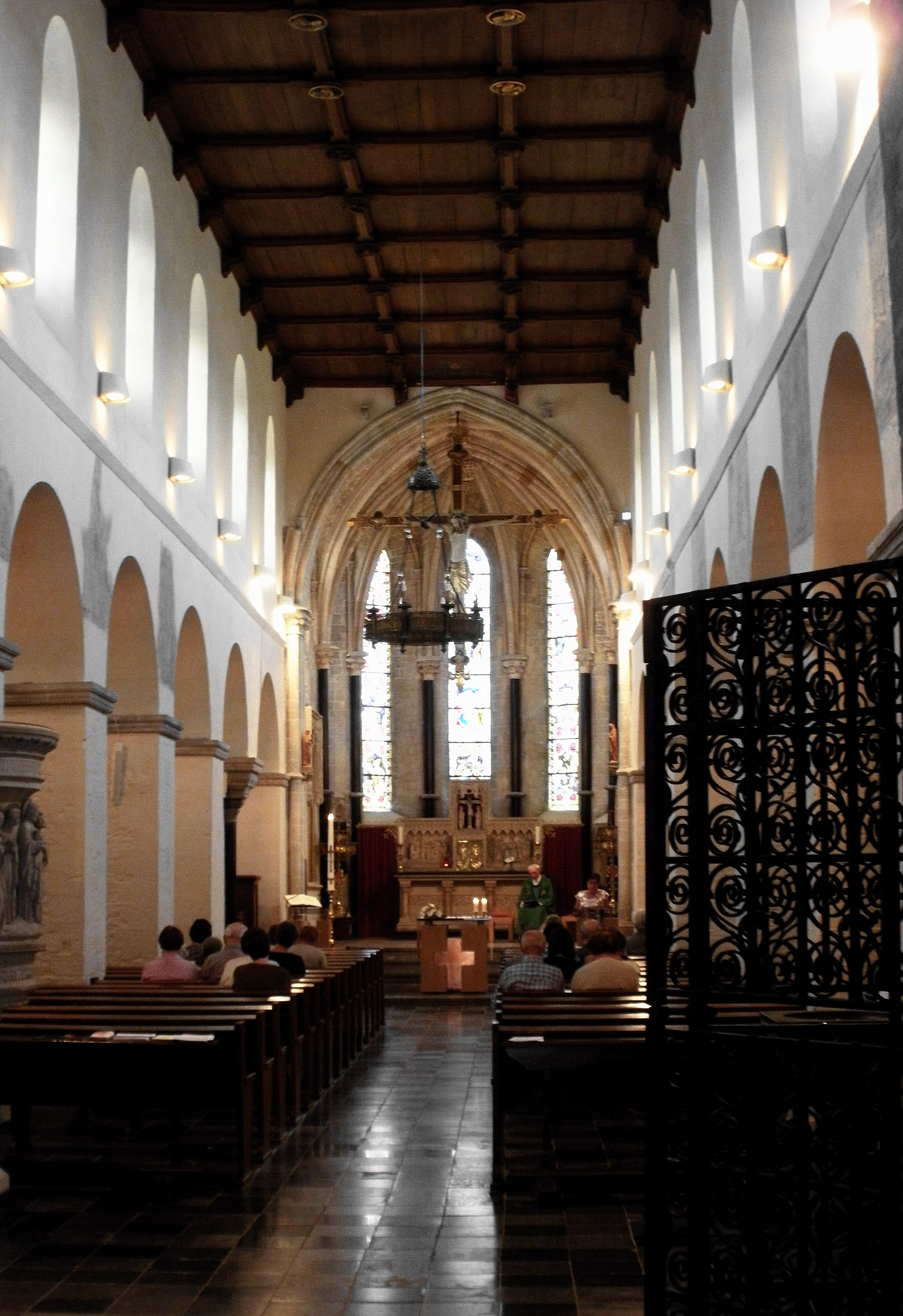
Zicht naar het koor
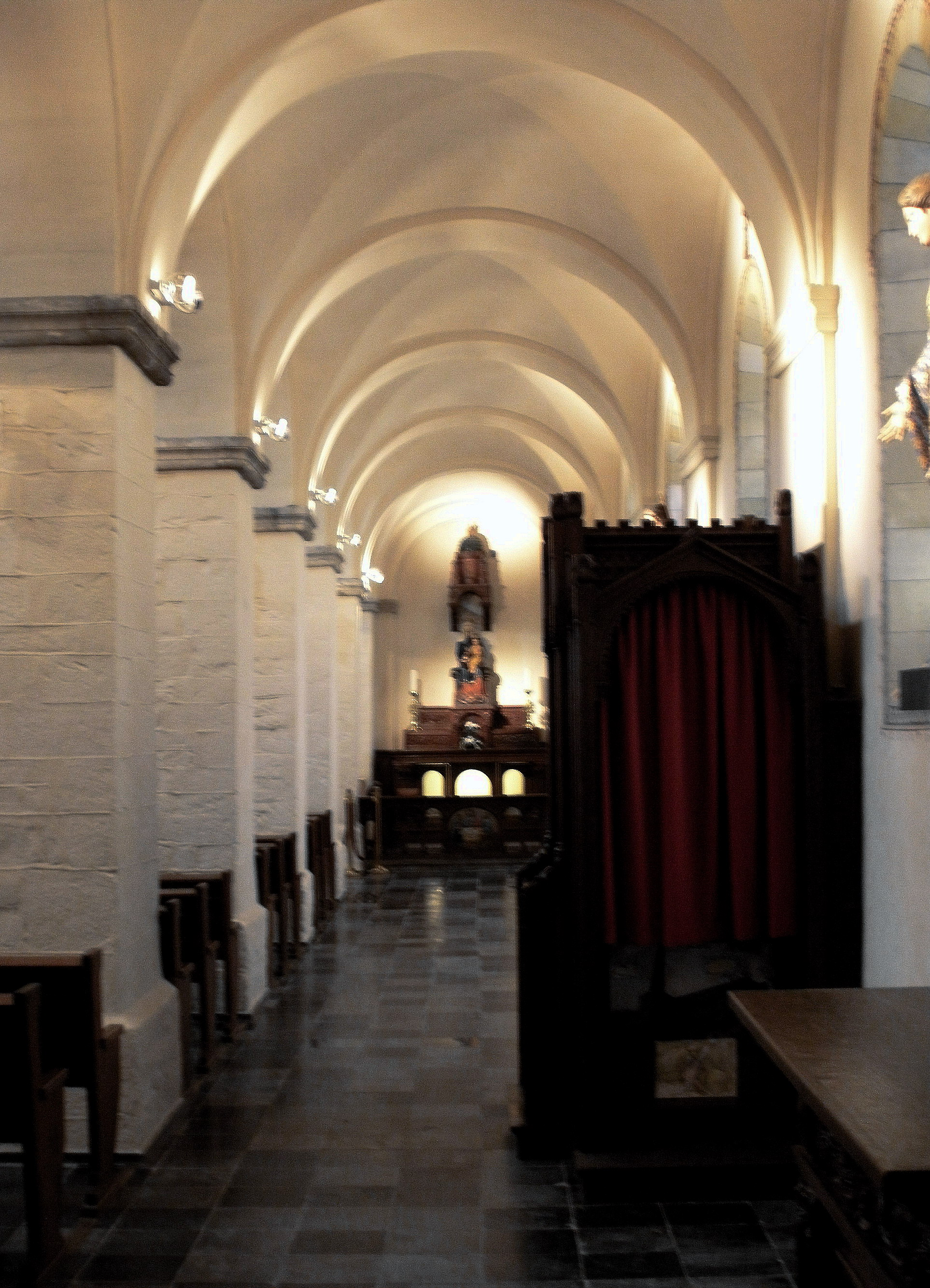
Noordelijke zijbeuk
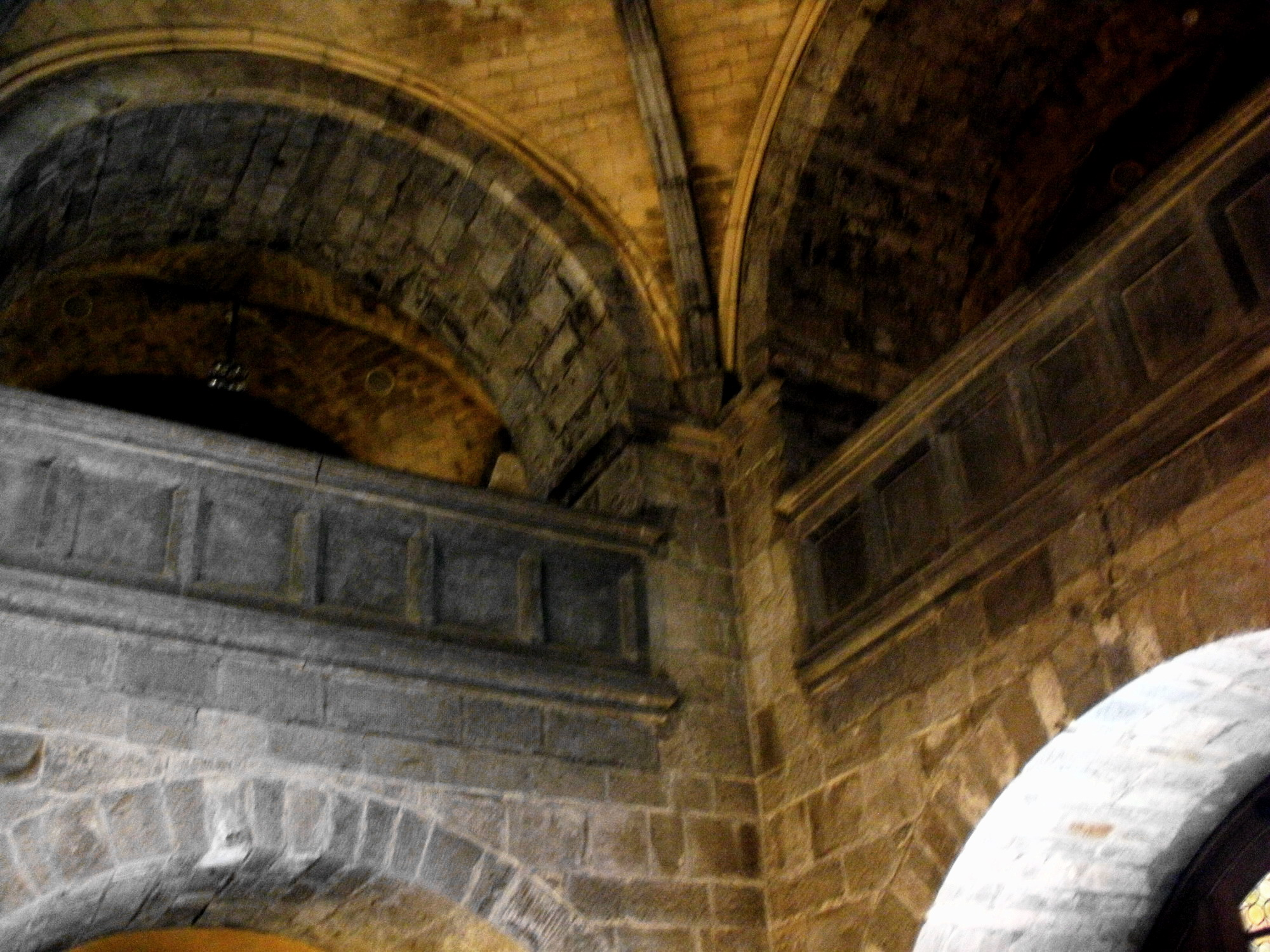
Interieur westwerk
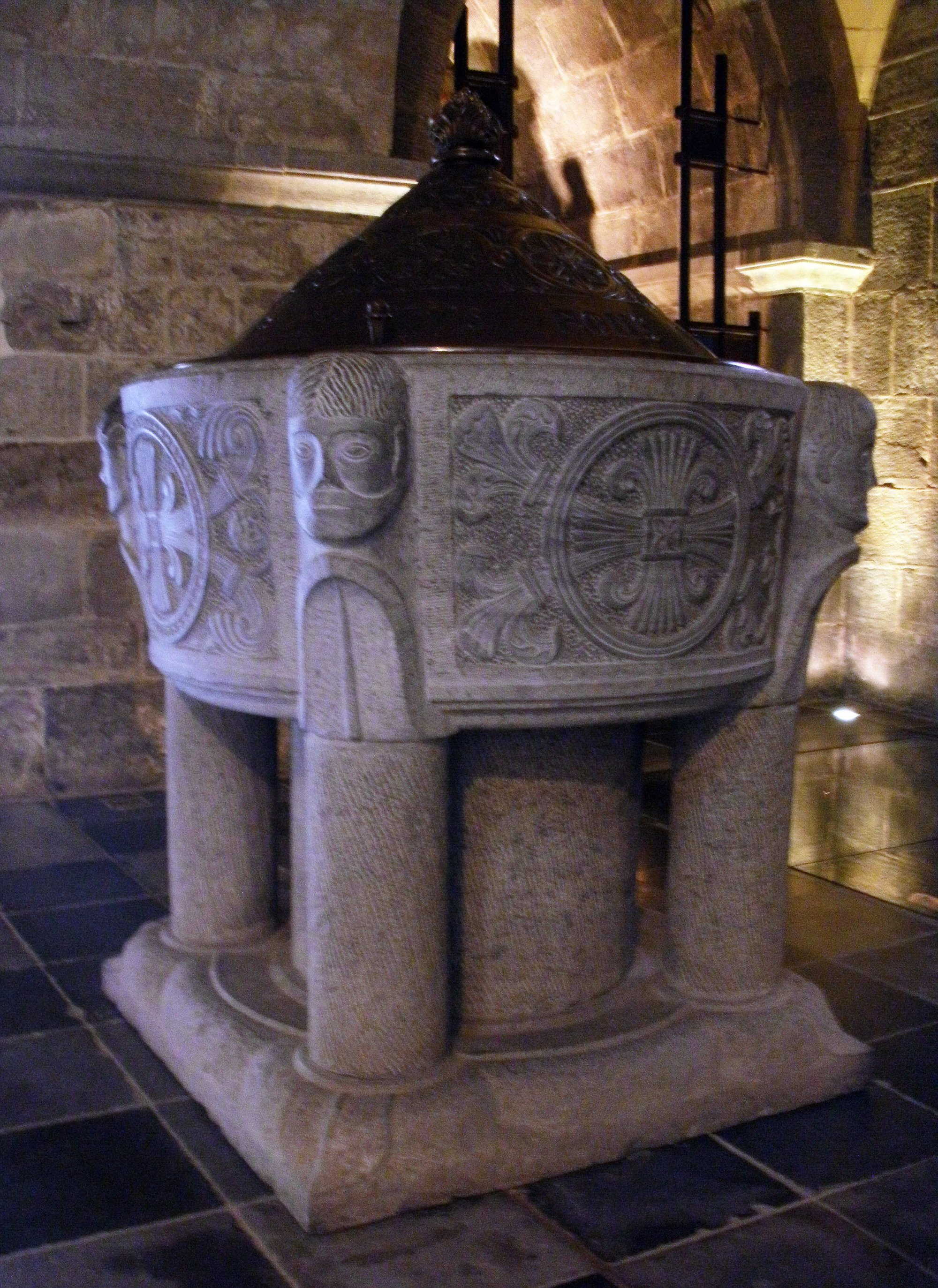
Romaans doopvont